# Politisering
Politisering innebär att ett ämne görs till föremål för politiska beslut i högre grad än som annars varit fallet. Motsatsen är att ett ämne överlåts till experter (ämbetsmannavälde, byråkrati, teknokrati) eller den fria marknaden (avreglering, liberalisering). Ibland, men inte alltid, kan politisering ses som synonymt med demokratisering. Politisering kan lätt drivas för långt och övergå i detaljstyrning (micromanagement) som både framstår som tyranni och blir ineffektivt.
Som exempel på politisering kan nämnas jordbruket, som har olika problem av teknisk (bättre plogar), biologisk (bättre grödor) och kunskapsmässig art (agronomutbildning), men som dessutom kan göras till föremål för politik genom subventioner, importtullar, miljölagstiftning, livsmedelslagstiftning och rätten att äga, ärva och förvärva jordbruksmark (jordreformer).
När en nytillträdd regering byter ut personer i en sittande statlig utredning, kan de bli beskyllda för "politisering av utredningsväsendet". När Sveriges riksdag i mars 2010 röstade om att kalla händelserna 1915 för ett "folkmord" på armenier, beklagade Carl Bildt detta som en "politisering av historien".